# فاطنة بنت الحسين
فاطنة بنت الحسين (ولدت سنة 1935 في سيدي بنور ، توفيت في 6 أبريل 2005 في سيدي بنور) تعد واحدة من أقدم وأشهر فنانات العيطة في المغرب.

## حياتها
ولدت فاطنة بنت الحسين في وسط قروي في منتصف الثلاثينيات بمنطقة سيدي بنور التابعة لدكالة عبدة. ابتدات الغنا في سن مبكر في الأعراس و الأفراح رغم رفض عائلتها لذلك. بدأت مشوارها في مدينة اليوسفية حيث انتقلت إلى فرقة الشيخ المحجوب و زوجته الشيخة خديجة العبدية.
انتقلت فاطنة بعد شهرتها إلى الغناء مع فرقة أولاد بنعكيدة و سجلت معهم أكثر من 200 أغنية  من الثرات المغربي سواء قصائد و براول العيطة , أو غناء شعبي.
توفيت فاطنة بنت الحسين يوم 6 أبريل 2005 عن سن يناهز 70 سنة.